# Nuxia
Genre
Classification APG III (2009)
Nuxia est un genre de plantes de la famille des Buddlejaceae en classification classique de Cronquist (1981) ou des Stilbaceae en classification phylogénétique APG III (2009).

## Liste d'espèces
Selon World Checklist of Selected Plant Families (WCSP) (8 Jul 2010) :
- Nuxia allorgeorum Jovet (1947)
- Nuxia ambrensis Jovet (1947)
- Nuxia capitata Baker (1882)
- Nuxia congesta R.Br. ex Fresen. (1838)
- Nuxia coriacea Soler. (1893)
- Nuxia floribunda Benth. (1836)
- Nuxia glomerulata (C.A.Sm.) Verd. (1958)
- Nuxia gracilis Engl. (1889)
- Nuxia involucrata Aug.DC. (1901)
- Nuxia isaloensis Jovet (1947)
- Nuxia oppositifolia (Hochst.) Benth. (1846)
- Nuxia pachyphylla Baker, J. Linn. Soc. (1887)
- Nuxia pseudodentata Gilg (1895)
- Nuxia sphaerocephala (Baker) Baker, J. Linn. Soc. (1887)
- Nuxia verticillata Lam. (1792) - Bois maigre

Selon NCBI (8 Jul 2010) :
- Nuxia congesta
- Nuxia floribunda
- Nuxia oppositifolia
- Nuxia sp. Hedberg 4731